# Oródés II.

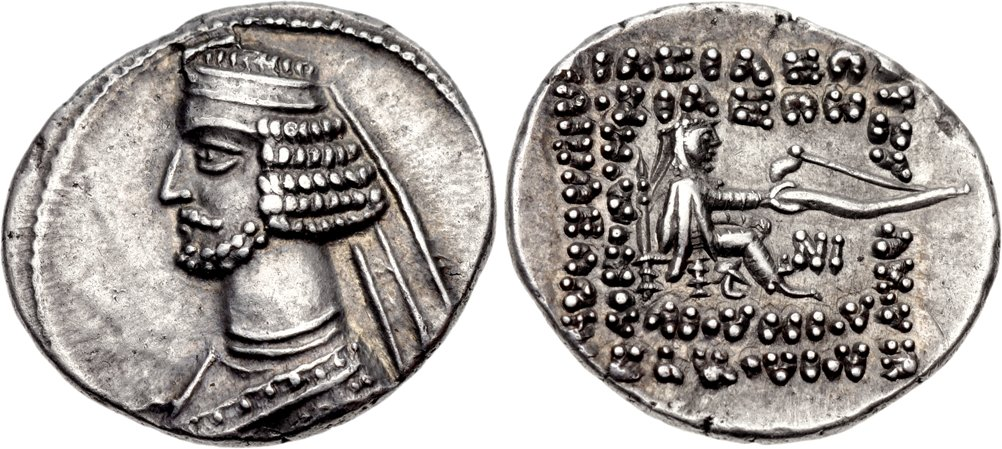
Mince Oróda II.

Oródés II. (parthsky Voród, řecky Ορώδης) byl parthský velkokrál z rodu Arsakovců vládnoucí v letech 58/57–38 př. n. l. Byl synem krále Fraata III. a bratrem Mithradata III. Z klínopisných textů je známa jeho sestra a manželka Teleoniké.

## Vláda
K moci se dostal po zavraždění svého otce, na němž měl spolu s bratrem Mithradatem stěžejní podíl, a zápasil pak s bratrem o korunu. Boj skončil vítězstvím Oródovým a Mithradatés uprchl do římské říše, kde hledal podporu u místodržitele Sýrie Gabrina. Ten mu byl zpočátku nakloněn, ale jen do doby, než se na něj obrátil s podobnou prosbou i vypuzený egyptský král Ptolemaios XII. a nabídl mu více peněz. Mithradatovi tak nezbylo než zahájit tažení na vlastní pěst.
Občanská válka se vlekla až do roku 54/53 př. n. l., kdy Oródův vojevůdce Súrén dobyl Seleukii nad Tigridem (která přecházela z jedněch rukou do druhých) a Mithradatés se vzdal a byl popraven. Oródés neměl času nazbyt, neboť proti němu již chystal útok římský triumvir Crassus, který toužil získat ostruhy na bojišti. Zdálo se, že dynastickými rozbroji oslabený stát bude lehkou kořistí ambiciózního římského politika, spravujícího od roku 55 př. n. l. Sýrii.
V samotném Římě nebyly Crassovy plány příliš populární, ale o politice již dávno nerozhodoval „senát a lid“, nýbrž silní jedinci. V roce 54 př. n. l. přešli vojáci impéria bez vyhlášení války Eufrat, zahnali na ústup slabé jednotky satrapy Silaka a obsadili Níkéforón, Ichnai a Karrhy. Na zimu se Crassus stáhl do Sýrie, ponechal však v dobytých městech posádky. Královu poselstvu, které se ptalo po důvodech intervence, prý bylo sděleno, že odpověď se dozví až v Seleukii nad Tigridem, tj. v parthské rezidenci. Během ofenzívy na jaře roku 53 př. n. l. se triumvir dopustil řady taktických a strategických chyb – „nepočítaje v to samotné tažení, které bylo vůbec největší chybou“, jak napsal Plútarchos. Výsledkem byla jedna z nejhorších římských porážek, katastrofa u Karrh.
Podle antických autorů zahynulo v bitvě 20 000 legionářů a 10 000 padlo do zajetí, jen 10 000 jich uniklo. Parthové se zmocnili římských vojenských standart (orlů), zabili Marka Crassa a zajatce odvlekli do Mervu ve střední Asii. Místo vojevůdce Súréna, vlastního vítěze střetnutí, byl do čela armády postaven mladý princ Pakoros, jenž dostal k ruce zkušeného velitele Ósaka. Oba společně pronikli v létě roku 51 př. n. l. až k syrské metropoli Antiochii nad Orontem, byli však poraženi kvéstorem Cassiem a Ósakés přitom utrpěl smrtelná zranění. Zimu strávili Parthové v Kyrrhestice mezi Eufratem a pohořím Amanos a příštího roku chtěli zřejmě pokračovat ve svém kořistném tažení. Jen obratná politika nového syrského místodržitele Marka Bibula tomu zabránila – Bibulus totiž přesvědčil babylónského satrapu Ornodapata, že by Pakoros mohl být vhodným kandidátem na trůn. Oródés pak syna raději odvolal domů a později rozkázal stáhnout i celou armádu.
V následujících letech byli Římané plně zaměstnáni občanskou válkou mezi Caesarem a Pompeiem, což Parthům poskytlo téměř desetiletí klidu, nutného ke konsolidaci státu. Po smrti obou rivalů obdržel někdejší Crassův kvéstor Cassius vrchní velení nad vojsky v Sýrii a v této funkci poslal k Oródovi Quinta Labiena, aby se pokusil získat pro věc skomírající republiky parthský dvůr. Zdá se, že král ho zcela neodmítl, neboť v bitvě u Filipp bojoval i parthský kontingent, ve větší míře se však angažovat nechtěl. K novému střetnutí mezi Parthy a Římany tak došlo až roku 41/40 př. n. l., patrně v souvislosti s římským útokem na Palmýru.
Královskému vojsku velel tentokrát vedle prince Pakora i Quintus Labienus, který z obrav před proskripcemi zůstal po porážce republikánských sil v parthské říši. Římský východ se dostal do vážného ohrožení, neboť v moci Pakora se ocitla jak Sýrie, tak Palestina, zatímco Labienus pronikl hluboko do Malé Asie a nechal zde razit mince s legendou „Q. Labienus, Parthicus Imp[erator]“. Karta se začala pomalu obracet až roku 39 př. n. l., kdy vojsko triumvira Marka Antonia rozdrtilo Labienovy oddíly a sám Labienus našel na útěku smrt. O rok později byl v bitvě u Gindaru zabit i Pakoros a Parthové byli vytlačeni na východ.
Oródés II. svého syna dlouho nepřežil – ještě téhož roku ho dal zavraždit princ Fraatés, jehož učinil neprozíravě svým následníkem. Ze žalu nad Pakorovou smrtí byl prý poslední měsíce malomyslný, ne-li dokonce šílený.